# Metrophanész konstantinápolyi pátriárka
(Szent) Metrophanész (ógörögül: Μητροφάνης, latinul: Metrophanes), (209 körül – 326. június 4.) konstantinápolyi pátriárka 306-tól 314-ig, majd visszavonult pátriárka haláláig.
Metrophanész egy Dometius nevű pogány római előkelőnek volt a fia. Édesapja később elhagyta a pogány vallást, és Rómából Bizáncba költözött két fiával: Probusszal és Metrophanésszal. Ott a püspöknél laktak éveken át, aki Dometiust pappá szentelte.
Egy alkalommal Nagy Konstantin császár találkozott Metrophanésszal. A beszélgetés során nagyon megtetszett neki Metrophanész személye és erényes élete. Hamarosan visszavitte a fővárosába, Rómába. Később Konstantin Bizáncba helyezte át a székhelyét, ahova ismét magával vitte az atyjának nevezett, ekkor már öreg öreg Metrophanészt. Annyira megkedvelte, hogy kijárta neki az egyetemes zsinat atyáinál a pátriárka címet, így Metrophanész lett az első konstantinápolyi pátriárka. A nikaiai zsinatra már nem tudott személyesen elmenni hajlott kora miatt, hanem helyettese által „elnökölt” a zsinaton. A feljegyzések szerint szent élete miatt Istentől a jövőbe látás adományát kapta meg. 117 éves korában hunyt el. Az ortodox egyház szentként tiszteli, és ünnepét június 4. napján üli meg.